# Изтолин, Баймагамбет Канапияулы
Баймагамбет Канапияулы Изтолин (англ. Баймағамбет Қанапияұлы Ізтөлин; 1899—1921) — казахский поэт.

## Биография
Родился 25 сентября 1899 года на территории нынешней Северо-Казахстанской области. В 1916—1917 учился в Пресногорьковской школе, затем продолжил учебу в медресе «Уазифа» в городе Троицке.
С 1919 года Изтолин занимал должность инспектора отдела народного образования в Петропавловском уезде Акмолинской области. Здесь он открывал школы, организовывал краткосрочные курсы по подготовке учителей.
Начал писать стихи в 1916 году. Большое влияние на творчество Б. К. Изтолина оказали поэзия Абая Кунанбаева и казахский фольклор. Об этом свидетельствуют произведения, написанные им в 1916—1919 гг: «Ала торпақ» («Пегий теленок»), «Өмірім» («Моя жизнь»), «Жәке мен дула ат» («Жаке и пегий конь»), «Айым мен күнге» («Луне и солнцу») и другие.
Перу Баймагамбета Изтолина принадлежат басни «Көк теке» («Серый козел»), «Маймыл мен түлкі» («Обезьяна и лиса»), бичующие отрицательные явления жизни.
Произведения поэта неоднократно издавались (1926, 1933, 1951, 1981), его образ нашел яркое воплощение в романе Сабита Мукановича Муканова «Өмір мектебі» («Школа жизни»).
Баймагамбет Канапияулы Изтолин погиб 12 апреля 1921 года в городе Петропавловске в бою с белогвардейцами в ходе Гражданской войны.
Имя поэта носит один из аулов в Жамбылском районе Северо-Казахстанской области Казахстана.